# 애권
"애권"은 한국에서 제작된 이형표 감독의 1980년 액션, 코미디 영화이다. 강용석 등이 주연으로 출연하였고 김태수 등이 제작에 참여하였다.

## 출연

### 주연
- 강용석
- 배수천
- 윤상미
- 김정란
- 김하림

### 조연
- 장인한

## 기타
- 조명: 손달호
- 붐어시스턴트: 손인호
- 미술: 노인택